# Jump the Gun
Jump the Gun — ирландская поп-рок-группа, представлявшая свою страну на конкурсе песни Евровидение 1988. В состав коллектива входили Питер Идс (англ. Peter Eads), Рой Тейлор (англ. Roy Taylor), Брайан О’Рейлли (англ. Brian O'Reilly), Эрик Шарп (англ. Eric Sharpe) и Кайран Вайлд (англ. Ciaran Wilde). Название группы в переводе означает «опережая события».
Группа была собрана в 1987 году. Один из участников коллектива, Питер Идс, записывал свою музыку с шестнадцатилетнего возраста, и к тому моменту был достаточно успешным исполнителем и звукорежиссёром, владевшим собственной студией звукозаписи и работавшим с известными музыкантами; ещё один музыкант, Кайран Вайлд, был популярным кларнетистом и саксофонистом.
Первый сингл, «Bad Habits», был выпущен в том же году. В следующем году исполнители получили возможность выступить от своей страны на Евровидении 1988, который проходил в Дублине. Песня «Take him home», набрав 79 баллов, заняла восьмое место. Наибольшее число очков (12) ирландские конкурсанты получили от Испании.
После участия на Евровидении группа выпустила два альбома, так и не получивших большого коммерческого успеха. Jump the Gun распались в 1990 году. Впоследствии бывшие участники часто выступали в шоу-программах на телевидении.
Участник группы Рой Тейлор скончался 1 июня 2023 года.

## Дискография

### Альбомы
- Second Shot (1988)
- Driving in Spirals (1989)

### Синглы
- Bad Habits (1987)
- Take Him Home (1988)